# Acanthaluteres brownii
Acanthaluteres brownii és una espècie de peix de la família dels monacàntids i de l'ordre dels tetraodontiformes.

## Morfologia
- Els mascles poden assolir 55 cm de longitud total.[4][5]

## Hàbitat
És un peix marí, de clima subtropical i associat als esculls de corall que viu fins als 50 m de fondària.

## Distribució geogràfica
Es troba al sud d'Austràlia: des del sud d'Austràlia Occidental fins a Victòria.

## Observacions
És inofensiu per als humans.